# 偷書賊 (電影)
《偷書賊》（英語：The Book Thief）是一部2013年美國與德國合拍的戰爭劇情電影，由布萊恩·派西佛執導，主演是傑佛瑞·羅許、艾蜜莉·華森和蘇菲·奈里斯。本片改編自澳洲小說家馬克斯·蘇薩克所創作的2005年小說《偷書賊》。

## 演員

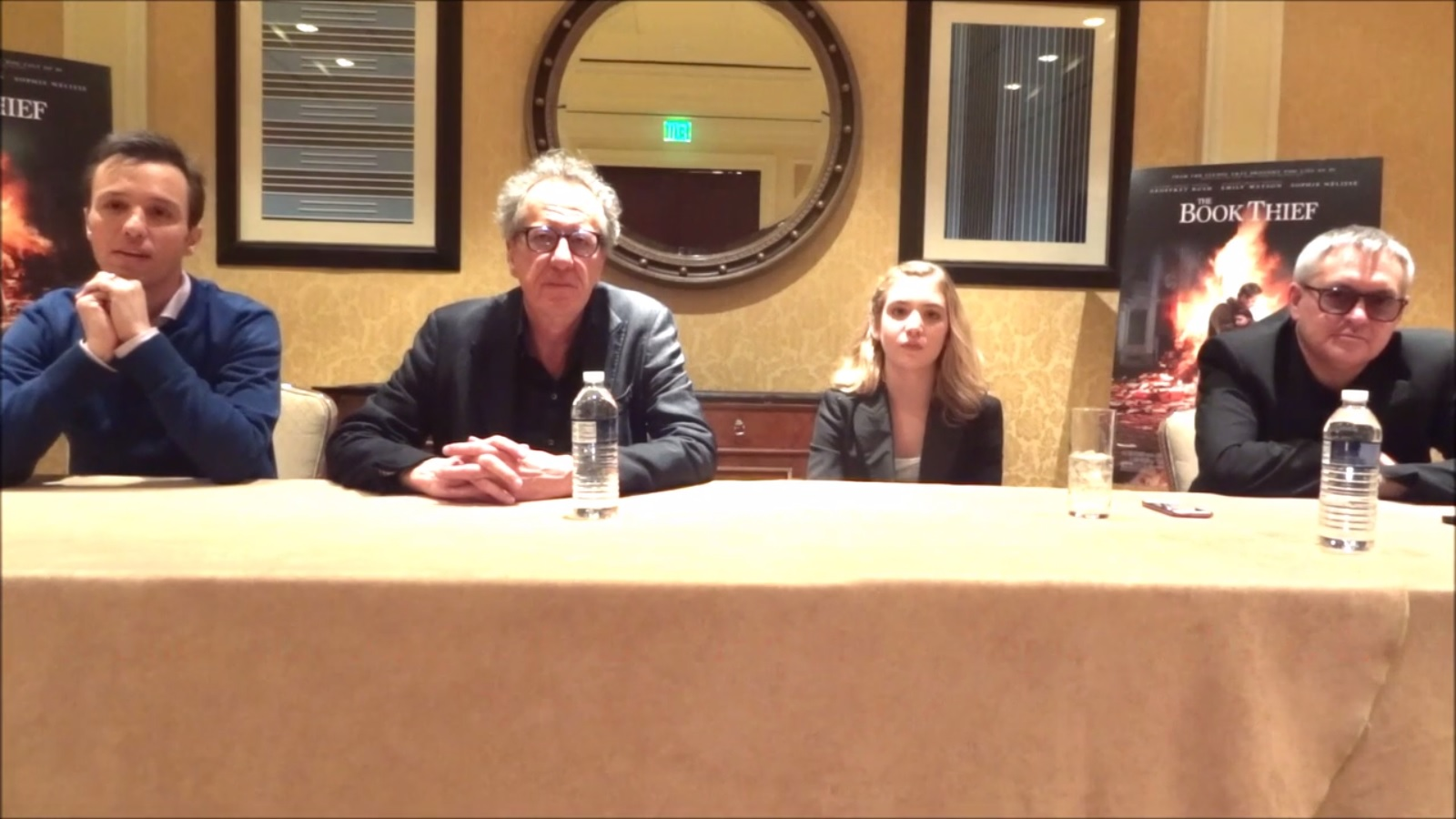
左至右：小說作者馬克斯·蘇薩克、演員傑佛瑞·羅許和蘇菲·奈里斯、導演布萊恩·派西佛，於2013年關於《偷書賊》的訪問。

- 傑佛瑞·羅許 飾演 Hans Hubermann
- 蘇菲·奈里斯（英语：Sophie Nélisse） 飾演 Liesel Meminger
- 艾蜜莉·華森 飾演 Rosa Hubermann
- 尼可·利爾許（英语：Nico Liersch） 飾演 Rudy Steiner
- 班·史奈澤 飾演 Max Vandenburg
- 海克·瑪卡琪 飾演 Liesel的母親
- 芭芭拉·奧爾（英语：Barbara Auer） 飾演 Ilsa Hermann
- 羅傑·阿倫（英语：Roger Allam） 飾演 死神，電影的旁白
- Sandra Nedeleff 飾演 Sarah
- Hildegard Schroedter 飾演 Frau Becker
- Rafael Gareisen 飾演 Walter Kugler
- Gotthard Lange 飾演 掘墓人
- Godehard Giese（英语：Godehard Giese） 飾演 火車上的警察
- Oliver Stokowski 飾演 Alex Steiner
- 勒文·利亞姆（英语：Levin Liam） 飾演 Franz Deutscher
- Carina Wiese 飾演 Barbara Steiner

## 評價
爛番茄網站上對這部電影的新鮮度為46%，在135條專業評論中，62條專業評論贊同，73條專業評論反對，平均分為5.7/10 ，觀眾的評價則是73%，獲得褒貶不一的評價。

## 外部連結
- 官方网站
- 互联网电影数据库（IMDb）上《The Book Thief》的资料（英文）
- TCM电影资料库上《The Book Thief》的资料（英文）
- AllMovie上《The Book Thief》的资料（英文）